# Jadesola Osiberu
Jadesola Osiberu (18 de agosto de 1985) es una productora de cine y televisión nigeriana.

## Carrera
Aunque cursó una carrera de ingeniería de sistemas en la Universidad de Mánchester, Osiberu decidió convertirse en productora cinematográfica a comienzos de la década de 2010, vinculándose a la escena de Nollywood. Logró reconocimiento en su país luego de producir la exitosa serie de televisión Gidi Up, seguida de otro popular seriado llamado Rumour Has It en 2016. En 2017 inició su propia compañía de producción titulada Tribe85, con la que produjo los largometrajes Isoken, Sugar Rush y Nigerian Trade.

## Filmografía

### Como productora
- 2020 - Nigerian Trade
- 2019 - Sugar Rush
- 2017 - Isoken
- 2016 - Rumour Has It
- 2013 - Gidi Up

### Como guionista
- 2020 - Nigerian Trade
- 2019 - Sugar Rush
- 2017 - Isoken
- 2013 - Gidi Up

### Como directora
- 2020 - Nigerian Trade
- 2017 - Isoken
- 2013 - Gidi Up